# Dale Bumpers
Dale Leon Bumpers, född 12 augusti 1925 i Charleston, Franklin County, Arkansas, död 1 januari 2016 i Little Rock, Arkansas, var en amerikansk demokratisk politiker. Han var den 38:e guvernören i delstaten Arkansas 1971–1975. Han representerade därefter Arkansas i USA:s senat 1975–1999.
Bumpers båda föräldrar omkom 1949 i en bilolycka. Han gifte sig senare samma år med Betty Lou Flanagan. Paret fick tre barn.
Bumpers tjänstgjorde i USA:s marinkår under andra världskriget. Han avlade grundexamen vid University of Arkansas. Han avlade sedan 1951 juristexamen vid Northwestern University Law School. Under tiden som han studerade juridik i Illinois blev han en anhängare av delstatens dåvarande guvernör Adlai Stevenson, demokraternas kandidat i presidentvalet i USA 1952 och på nytt i följande presidentval. Bumpers återvände 1952 till Arkansas för att arbeta som advokat där.
Bumpers valdes två gånger till guvernör i Arkansas. Första gången vann han mot tidigare guvernören Orval Faubus i primärvalet och mot sittande guvernören Winthrop Rockefeller i själva guvernörsvalet. Bumpers viceguvernör var Bob C. Riley, en krigsblind politiker. Bumpers besegrade sittande senatorn J. William Fulbright i demokraternas primärval inför 1974 års kongressval. Han vann sedan lätt senatsvalet mot republikanen John Harris Jones. Bumpers tillträdde som senator i januari 1975 några dagar innan hans andra mandatperiod som guvernör tog slut. Bob C. Riley fick tjänstgöra som tillförordnad guvernör innan efterträdaren David Pryor tillträdde i ämbetet.
Bumpers valdes fyra gånger till senaten. Bumpers var vän med Bill Clinton och han gav ett passionerat tal till presidentens försvar då Clinton ställdes inför riksrätt efter affären med Monica Lewinsky.